# Javorov sirup
Јаворов сируп је заслађивач који се добија из сока одређених врста дрвећа из рода јавора. Најчешће се добија из сока шећерног јавора (Acer saccharum), црвеног јавора (Acer rubrum) и црног јавора (Acer nigrum). У хладним климатским подручјима, ово дрвеће складишти шећер у свом корењу пре зиме, а сок који се сакупља у пролеће може се екстраховати и концентрисати. Јаворов сируп се највише производи у Квебеку, у Канади. Сједињене Америчке Државе су једини други велики произвођач и водећи потрошач.
Јаворов сируп се најчешће користи као прелив за вафле, палачинке, овсену кашу, crumpets (врста слатког хлеба од брашна и квасца, који се углавном једе у Уједињеном Краљевству) и тост. Понекад се користи и као састојак у пецивима, за израду слаткиша, при припреми дезерата, или као извор шећера и ароме приликом прављења пива. У јаворовом сирупу доминира сахароза. Први су га сакупљали и користили домородачки народи Америке, а касније су ту праксу преузели европски досељеници.

## Историја

### Домородачки народи Америке
Домородачки народи који су живели у североисточном делу Северне Америке били су први који су производили јаворов сируп и јаворов шећер. Према њиховој усменој традицији, као и археолошким доказима, сок јаворовог дрвета коришћен је због садржаја шећера, много пре него што су Европљани стигли у тај регион.
Алгонквини (племе америчких домородаца с горње Отаве) препознали су сок као извор енергије и хране. Почетком пролећа, када снег почне да се топи, користили су камене алатке да направе зарез у облику слова V на стаблу, а затим би убацили трску или конкаван комад коре како би сок могао да се слива у посуде, најчешће прављене од брезине коре. Јаворов сок, који још увек није био слатког укуса, концентрисао се убацивањем врелог камења за кување у посуде или остављањем на ниским температурама током ноћи, након чега би се уклањао слој леда који се формирао на површини.
Прве нације и други домородачки народи такође су користили земљане лонце за кување јаворовог сока, загревајући га на отвореној ватри.

### Од колонијалног периода до савременог доба
У раним фазама европске колонизације североисточне Северне Америке, домородачки народи су показали досељеницима како да урезују стабла одређених врста јавора током отапања снега на крају зиме и почетком пролећа. Циљ је био сакупити сок и потом га кувати како би вода испарила, чиме се концентрисао садржај шећера у преосталој течности. Током овог процеса, укус се благо мењао услед топлотне карамелизације појединих шећера. Ова активност је убрзо постала саставни део колонијалног живота. Пре почетка 1700. године, европски досељеници, трговци крзном и амерички домороци већ су били интензивно укључени у ову производњу. Током 17. и 18. века, прерађени јаворов сок био је главни извор концентрисаног шећера, како у течном тако и у кристалном облику. Европљани су донекле изменили методу прераде, захваљујући приступу напреднијој технологији, посебно у металургији, изради алата и коришћењу домаћих животиња.
Произвођачи сирупа почињу са радом на почетку пролећног отапања у шумским пределима са великим бројем јавора, сконцентрисаних на подручју погодном за транспорт како би се труд исплатио. Прво буше рупе у кори јавора, обично више њих на великом дрветu, у које убацују ручно израђене (најчешће изрезбарене дрвене) сливнике. Затим на крај сваког сливника каче дрвене посуде за сакупљање сока. Посуде су се обично правиле тако што би се дебло одговарајуће величине исекло на делове, а затим би се сваки део издубио са једне стране, стварајући бешавне и водонепропусне контејнере. Сок је полако, кап по кап, пунио посуде. Повремено би неко сакупљао нагомилани сок, који се пребацивао у веће судове (бурад, велике лонце, издубљена дебла) који су обично били на санкама или колима које су вукле животиње. Сок се такође носио у кантама или сличним посудама. Посуде би се потом враћале на дрво, а процес се понављао све док је сок остајао „сладак”. Специфични временски услови током касне зиме и раног пролећа били су и остали кључни за одређивање дужине сезоне „шећерења”. Како време постаје топлије, код јавора почињу биолошки процеси који мењају укус сока, чинећи га непријатним. У зависности од услова, сезона може трајати од неколико дана до неколико недеља.
Процес кувања је дуготрајан. Сакупљени сок се транспортовао назад у главни камп, где се сипао у велике (готово увек) металне посуде и кувао док не постигне жељену конзистенцију. Сок се обично прерађивао на централном сабирном месту, било на ватри на отвореном или унутар објекта изграђеног за ту намену. Да би се заштитили од временских услова раног пролећа, учесници „шећерења” градили су кампове. Често су се целе породице селиле у шуме како би заједно сакупљале и кувале сок, правећи од њега јаворов сируп и јаворов шећер.
Од 1850-их, објекти за кување сока попримили су изглед сличан данашњем. Досељеници су унапредили методе сакупљања сока. Сок се транспортовао у великим бурадима које су вукли коњи или волови до централног објекта за кување, где се даље прерађивао. У то време, јаворов шећер је био један од главних заслађивача, пошто су друге врсте шећера биле тешко доступне и скупе. Производне методе су унапређене у односу на колонијално доба, али су у суштини остале исте. Јаворов сируп се правио кувањем око 40 литара сока на отвореној ватри да би се добио 1 литар сирупа. Овај процес се мало променио током првих 200 година забележене историје прављења сирупа. У време Америчког грађанског рата, произвођачи сирупа почели су да користе велике, плитке металне посуде, јер су биле ефикасније за кување од тешких, заобљених котлова.
Готово сви произвођачи сирупа у прошлости били су фармери, који су производили сируп и шећер за сопствену употребу и као додатни извор прихода.

## Производња
Канада производи више од 80 одсто јаворовог сирупа на свету; 2005. године произвела је око 26,5 милиона литара. Највећи део ове производње долази из Квебека, водеће покрајине у производњи, која чини око 75 одсто светске производње (24,66 милиона литара 2005. године).
Провинције Онтарио, Нова Шкотска, Њу Бранзвик, Острво Принца Едварда и Британска Колумбија производе мање количине. Покрајина Манитоба производи јаворов сируп користећи сок манитопског јавора, познатог као пајавац (Acer negundo). Манитопски јаворов сируп има нешто другачији укус од сирупа шећерног јавора, јер садржи мање шећера, а сок тече спорије. Због споријег истицања, принос ове врсте сирупа је обично мањи од половине приноса који се добија од шећерног јавора.
Вермонт је највећи произвођач у САД, са 3,5 милиона литара (2009), а следе га Мејн са 1,5 милиона и Њујорк са 1,37 милиона литара. Висконсин, Охајо, Њу Хемпшир, Мичиген, Пенсилванија, Масачусетс и Конектикат производе тржишне количине јаворовог сирупа, али свака од ових држава мање од 450 хиљада литара (2009).

## Јаворов сируп као састојак
Јаворов сируп и његове вештачке имитације најчешће се користе као преливи за америчке палачинке, вафле и прженице у Северној Америци. Јаворов сируп се такође може користити на различите начине: за кекс, пилетину, свеже крофне, пржено тесто, сладолед, топле житарице и свеже воће (посебно грејпфрут). Такође се користи као заслађивач за пире од јабука, запечени пасуљ, кандирани батат, зимске бундеве, колаче, пите, хлеб, посластице од чоколаде и друге слаткише, милкшејкове, чај, кафу и остале топле напитке.
Јаворов сируп и јаворов шећер користили су аболиционисти током Америчког грађанског рата и у годинама пре њега, јер су већину шећера од шећерне трске и меласе производили робови на југу. Током рестрикција хране у Другом светском рату, људи на североистоку САД били су подстицани да користе јаворов сируп и јаворов шећер за заслађивање јела. Штампане су чак и књиге са рецептима како би се домаћицама помогло да користе овај алтернативни извор. У Квебеку, Њу Бранзвику, источном Онтарију и Новој Енглеској, овај процес је постао део културе. Једна од традиција је одлазак у „шећерне колибе” (енгл. sugar shack, фр. cabane à sucre), крајем зиме или почетком пролећа, где се служе јела спремљена са јаворовим сирупом. Типична понуда укључује палачинке, запечени пасуљ и кобасице, обично праћене „шећером на снегу”. „Шећер на снегу” је згуснут, врућ сируп који се сипа на свеж снег, а затим једе штапићима док се брзо хлади. Овај слаткиш на бази густог јаворовог сирупа повремено се служи и са крофнама, киселим краставцима и/или кафом.